# Haplochromini
A Haplochromini nemzetség a sugarasúszójú halak (Actinopterygii) osztályába, a sügéralakúak (Perciformes) rendjébe és a bölcsőszájúhal-félék (Cichlidae) családba tartozik.
A Malawi-tóban honos pompás malawisügér (Chindongo socolofi Johnson, 1974) ismert akváriumi díszhal, amelyet már a Hévízi-tó levezető csatornájába is betelepítettek.

## Rendszertani felosztásuk
A nemzetségbe az alábbi 78 nem tartozik:
- Abactochromis
- Allochromis
- Alticorpus
- Aristochromis
- Astatoreochromis
- Astatotilapia
- Aulonocara
- Buccochromis
- Champsochromis
- Cheilochromis
- Chetia
- Chilotilapia
- Copadichromis
- Corematodus
- Ctenochromis
- Ctenopharynx
- Cyathochromis
- Cyclopharynx
- Cynotilapia
- Cyrtocara
- Dimidiochromis
- Diplotaxodon
- Docimodus
- Eclectochromis
- Enterochromis
- Exochochromis
- Fossorochromis
- Genyochromis
- Gephyrochromis
- Haplochromis
- Harpagochromis
- Hemitaeniochromis
- Hemitilapia
- Iodotropheus
- Labeotropheus
- Labidochromis
- Lethrinops
- Lichnochromis
- Lithochromis
- Maylandia
- Mbipia
- Mchenga
- Melanochromis
- Microchromis
- Mylochromis
- Naevochromis
- Neochromis
- Nimbochromis
- Nyassachromis
- Orthochromis
- Otopharynx
- Pallidochromis
- Petrotilapia
- Pharyngochromis
- Placidochromis
- Platytaeniodus
- Protomelas
- Psammochromis
- Pseudocrenilabrus
- Pseudotropheus
- Ptyochromis
- Pyxichromis
- Rhamphochromis
- Sargochromis
- Schwetzochromis
- Sciaenochromis
- Serranochromis
- Stigmatochromis
- Taeniochromis
- Taeniolethrinops
- Thoracochromis
- Tramitichromis
- Trematocranus
- Tropheops
- Tyrannochromis
- Xystichromis
- Yssichromis